# 冬野ユミ
冬野 ユミ（とうの ゆみ、1965年 - ）は、日本の作曲家、編曲家、ピアニスト。愛知県出身。主にテレビドラマ、ラジオドラマの音楽を手がけている。

## 人物
《主な出典：》
愛知県名古屋市出身。3歳よりピアノを学ぶ。10歳の時、ハモンドオルガンに出会い傾倒、14歳でハモンドオルガン奏者としてプロデビューを果たし、演奏活動を始める。当時は、ジミー・スミスに傾倒し
、クラシック音楽よりもジャズやポップスに魅かれていた。学生時代より、ピアニスト、キーボーディストとして活躍する傍ら、作曲家として映像・劇伴音楽に携わる。
1990年、アート・オブ・ノイズの影響を受けて、スタジオミュージシャンとして個々に活動していた赤川力、藤田伸彦とともに、「聴いた事のない音楽を、やりたい放題作ろう!」というコンセプトのもと、実験的且つジャンルレスな音楽を追求する音楽制作ユニットBANANAを結成。サンプリングを駆使したアルバム「叩き売りbanana」をリリース。さらに、「微睡 MADOROMI」、「condensed BANANA（4枚組）」をリリース。1995年、サウンド&レコーディング・マガジン主催、「Ecole alternative artists」にて細野晴臣に冬野の作詞作曲による作品「密林の河」が認められ、アルバム制作に参加。その後、ラジオドラマ演出家の角岡正美との出会いが、サウンドトラックの世界を歩むきっかけとなった。2018年、 「アシガール」サウンドトラックが、iTunes Charts 連続第1位を獲得。
多彩な音楽性は、遊び心満載であり、アンダーグラウンド（前衛音楽、オルタナティヴ）とメインストリームを自由に行き来きすることを楽しんでいる。

## 作品

### テレビドラマ
NHK
- お買い物（2009年）
- 恋するキムチ（2010年）
- 迷子（2011年）
- 中学生日記（シリーズ転校生～僕と君のメロディー）（2011年）
- 港町相撲ボーイズ（2012年）
- 最終特快（2012年）
- 父の花、咲く春～岐阜・長良川幇間物語～（2013年）
- 徒歩7分（2015年）
- 創作テレビドラマ大賞「川獺（かわうそ）」（2016年）
- アシガール（2017年）
  - アシガールSP ～超時空ラブコメ再び～（2018年）

- 連続テレビ小説
  - スカーレット（2019年9月 - 2020年3月）

- 大河ドラマ
  - 光る君へ（2024年）

### ラジオドラマ
- FMシアター （NHK-FM）
  - 光柱（1995年12月23日）
  - 地球最後の日のデート（1998年1月10日）
  - フライ・ミー・トゥ・ザ・ムーン（1998年6月13日）
  - 水辺の歌（1998年11月14日）
  - スタジアムにて（2000年2月26日）
  - 空と空の間（2000年11月11日）
  - 気化しない蒸発（2002年3月9日）
  - 父の帰宅（2007年12月1日）
  - 島の密航先生（2009年3月21日）
  - 手の中のコスモス（2009年6月27日）
  - バーバーレッスン（2009年7月25日）
  - しづ子～魂の俳句（2009年11月14日）
  - ココロノコリ（2009年11月28日）
  - 散歩する侵略者～鳴海と真治の二週間～（2010年3月13日）
  - 人らしく、生きられるように（2010年5月29日）
  - 葡萄の秘密（2010年12月18日）
  - ほんとうの音（2012年10月13日）
  - ポテトサラダ（2013年5月11日）
  - 母を放つ日（2014年5月17日）
  - 幻タクシー（2019年1月19日）
  - ワンさんは働き者（2021年1月16日）
  - 傑作が落ちてくる（2022年5月28日）
- RCCラジオドラマ　篠笛（2002年11月23日、RCCラジオ）
- 特集オーディオドラマ　空の防人（2011年8月13日、NHK-FM）

### テレビ番組テーマ曲
- こんばんは6時です（NHK）（1998年）
- ナビゲーション (NHK)（2001年）
- スーパーサタデー（東海テレビ）（2004年）
- リフレッシュ（石川テレビ）（2008年）
- ほっとイブニング（NHK）（2011年）
- さんすう犬ワン（NHK Eテレ）（2014年）

### テレビドキュメンタリー
- 名古屋城障壁画復元（CBC）（1994年）
- 24時間テレビ 「愛は地球を救う」、「その微笑みが私の幸せ〜難病少女と家族の500日」（2003年）

### その他
- 青い海と南十字星（名古屋パルコ「アストロドーム」）（1994年）
- 『Ecole / alternative artists』（1995年、編集: 細野晴臣）所収の「密林の河」[注釈 4]
- ケルトの光と陰（名古屋パルコ「アストロドーム」）（1996年）
- Happiness（日本の映画）（2006年）、松浦善之助監督作品

## アルバム
- NHKBSプレミアムよるドラマ「徒歩7分」オリジナルサウンドトラック（2015年7月8日）
- NHK創作テレビドラマ大賞「川獺」オリジナル・サウンドトラック（2016年4月18日）
- 土曜時代ドラマ「アシガール」オリジナル・サウンドトラック（2017年12月8日）iTunes Charts 日本　サウンドトラック部門　最高位1位
- 大河ドラマ「光る君へ」オリジナル・サウンドトラック（1 - 3、ベスト盤、完全版盤、2024年）